# Parafia św. Jakuba w Pieszycach
Parafia św. Jakuba Starszego w Pieszycach – parafia rzymskokatolicka znajdująca się w dekanacie bielawskim, w diecezji świdnickiej. Była erygowana w 1972.
Zabytkowy kościół parafialny został wzniesiony w połowie XIV w., był przebudowywany w XVI i XVIII w. Jest to jednonawowa, orientowana budowla w stylu gotyckim, z prezbiterium o sklepieniu krzyżowo-żebrowym.

## Proboszczowie
Źródło:
- ks. Antoni Warzybok (1969–1971)
- ks. Eugeniusz Rzepka (1971–1972)
- ks. Emil Pagacz (1972–1983)
- ks. Krzysztof Wałecki (1983–2005)
- ks. Sławomir Białobrzeski (2005–2021)
- ks. Dariusz Sakaluk (od 2021)